# Phyllophila wimmerii
Phyllophila wimmerii là một loài bướm đêm trong họ Noctuidae.